# Giáo phận Masan
Giáo phận Masan (tiếng Hàn Quốc: 천주교 마산교구; tiếng Latinh: Dioecesis Masanensis) là một giáo phận của Giáo hội Latinh trực thuộc Giáo hội Công giáo Rôma ở Hàn Quốc. Giáo phận là một giáo phận trực thuộc Tổng giáo phận Daegu.

## Địa giới
Địa giới giáo phận bao gồm toàn bộ tỉnh Gyeongsang Nam ở Hàn Quốc, ngoại trừ các thành phố Gimhae và Miryang.
Tòa giám mục được đặt tại thành phố Masan, cũng là nơi đặt Nhà thờ chính tòa Thánh Tâm của giáo phận.
Giáo phận được chia thành 74 giáo xứ.

## Lịch sử
Giáo phận được thành lập vào ngày 15/2/1966 theo tông sắc Siquidem catholicae của Giáo hoàng Phaolô VI, trên phần lãnh thổ tách ra từ Giáo phận Busan.

## Giám mục quản nhiệm
Các giai đoạn trống tòa không quá 2 năm hay không rõ ràng bị loại bỏ.
- Stêphanô Kim Sou-hwan † (15/2/1966 - 9/4/1968 trở thành Tổng giám mục Tổng giáo phận Seoul)
- Giuse Byeong Hwa Chang † (3/8/1968 - 15/12/1988 về hưu)
- Micae Pak Jeong-il (15/12/1988 - 11/11/2002 về hưu)
- Phanxicô Xaviê Ahn Myong-ok (11/11/2002 thừa kế chức vụ - 19/4/2016 từ nhiệm)
- Constantinô Bae Ki-hyen (19/4/2016 - 27/8/2022 từ nhiệm)
  - Phaolô Shin Eun-geun, từ 27/8/2022 (Giám quản Tông tòa)

## Thống kê
Đến năm 2021, giáo phận có 181.943 giáo dân trên dân số tổng cộng 2.537.000, chiếm 7,2%.
| Năm  | Dân số   | Dân số    | Dân số | Linh mục      | Linh mục       | Linh mục      | Linh mục                | Phó tế | Tu sĩ     | Tu sĩ    | Giáo xứ |
| Năm  | giáo dân | tổng cộng | %      | linh mục đoàn | linh mục triều | linh mục dòng | tỉ lệ giáo dân/linh mục | Phó tế | nam tu sĩ | nữ tu sĩ | Giáo xứ |
| ---- | -------- | --------- | ------ | ------------- | -------------- | ------------- | ----------------------- | ------ | --------- | -------- | ------- |
| 1970 | 30.727   | 2.132.544 | 1,4    | 35            | 29             | 6             | 877                     |        | 6         | 60       | 23      |
| 1980 | 48.991   | 2.730.000 | 1,8    | 44            | 38             | 6             | 1.113                   |        | 13        | 88       | 39      |
| 1990 | 95.788   | 2.514.696 | 3,8    | 65            | 59             | 6             | 1.473                   |        | 22        | 225      | 47      |
| 1999 | 132.333  | 2.517.857 | 5,3    | 99            | 85             | 14            | 1.336                   |        | 32        | 318      | 62      |
| 2000 | 136.337  | 2.514.177 | 5,4    | 104           | 90             | 14            | 1.310                   |        | 25        | 289      | 62      |
| 2001 | 140.976  | 2.521.621 | 5,6    | 112           | 95             | 17            | 1.258                   |        | 40        | 302      | 63      |
| 2002 | 144.532  | 2.501.084 | 5,8    | 115           | 99             | 16            | 1.256                   |        | 42        | 314      | 63      |
| 2003 | 146.915  | 2.511.095 | 5,9    | 115           | 99             | 16            | 1.277                   |        | 33        | 315      | 63      |
| 2004 | 149.354  | 2.489.945 | 6,0    | 123           | 106            | 17            | 1.214                   |        | 43        | 335      | 63      |
| 2013 | 167.279  | 2.552.003 | 6,6    | 162           | 137            | 25            | 1.032                   |        | 52        | 317      | 74      |
| 2016 | 175.308  | 2.560.439 | 6,8    | 173           | 143            | 30            | 1.013                   |        | 63        | 301      | 75      |
| 2019 | 180.933  | 2.522.166 | 7,2    | 161           | 142            | 19            | 1.123                   |        | 40        | 244      | 72      |
| 2021 | 181.943  | 2.537.000 | 7,2    | 168           | 146            | 22            | 1.082                   |        | 45        | 272      | 74      |